# 中华人民共和国第十届全运会网球比赛
中華人民共和國第十屆全運會网球比賽於2005年10月6日至21日在南京奧林匹克體育中心網球場舉行，比賽設男女團體、男女雙打、男女單打、混合雙打七個小項。

## 奖牌分佈情况
| 項目     | 金牌                            | 银牌                          | 铜牌                          |
| 男子团体 | 曾少眩 薛峰 公茂鑫 李翔（江苏） | 王钰 孙鹏 王毅寧 李喆（天津） | 李競奕 高鵬 張宇（北京）      |
| 女子团体 | 周婧 吳霜 李婷 李娜（湖北）     | 晏紫 郑洁 陳胤 何思睿（四川） | 孙甜甜 郝潔 賈元 趙文（河南） |
| 男子单打 | 孙鹏（天津）                    | 曾少眩（江苏）                | 王钰（天津）                  |
| 女子单打 | 郑洁（四川）                    | 彭帅（天津）                  | 孙甜甜（河南）                |
| 男子双打 | 曾少眩／薛峰（江苏）            | 张宇／（北京）                | 王钰／孙鹏（天津）            |
| 女子双打 | 晏紫／郑洁（四川）              | 彭帅／谢颜泽（天津）          | 丁丁／赵依静（北京）          |
| 混合双打 | 朱本强／李婷（湖北）            | 卢昊／刘婉婷（解放军）        | 王钰／彭帅（天津）            |

## 獎牌榜
| 名次 | 代表團 | 金牌 | 銀牌 | 銅牌 | 總數 |
| ---- | ------ | ---- | ---- | ---- | ---- |
| 1    | 江苏   | 2    | 1    | 0    | 3    |
| 1    | 四川   | 2    | 1    | 0    | 3    |
| 3    | 湖北   | 2    | 0    | 0    | 2    |
| 4    | 天津   | 1    | 3    | 3    | 7    |
| 5    | 北京   | 0    | 1.5  | 2    | 3.5  |
| 6    | 解放军 | 0    | 1    | 1    | 0    |
| 7    | 河南   | 0    | 0    | 2    | 2    |
| 总计 | 总计   | 7    | 7.5  | 7    | 21.5 |